# Le mie nuove canzoni
Le mie nuove canzoni è un album di Orietta Berti, pubblicato nel 1984.

## Il disco
Con quest'album Orietta Berti segna una svolta nella propria carriera artistica e inaugura la collaborazione con Umberto Balsamo e Cristiano Malgioglio. Tutti i brani del disco sono infatti firmati dalla coppia di autori, fatta eccezione per In viaggio, scritta da Antonella Maggio. 
Nell'album sono presenti brani melodici alternati a canzoni più dance come L'estate e arrangiamenti elettronici "italo disco", genere molto in voga in quel periodo. Dall'album non fu estratto alcun singolo, ma la cantante promosse i brani Dimmi, Siamo così e Un minuto ancora in alcune trasmissioni televisive dell'epoca.

## Edizioni
L'album, il primo ed unico pubblicato con la Ricordi, fu distribuito in un'unica edizione in LP con numero di catalogo OB 84. Il lavoro è stato pubblicato in CD nel 1999, abbinato a Futuro. Di questa edizione esiste una versione in digitale e per le piattaforme streaming.

## Tracce
Testi di Cristiano Malgioglio e Umberto Balsamo (tranne ove indicato diversamente), musiche di Umberto Balsamo.
1. Dimmi (Umberto Balsamo)
2. Siamo così
3. L'estate
4. Un minuto ancora (Umberto Balsamo)
5. Se domani
6. Hey
7. In viaggio (testo: Antonella Maggio – musica: Umberto Balsamo)
8. Cantare

## Formazione
- Orietta Berti – voce
- Filippo Destrieri – programmazione
- Stefano Cerri – basso
- Alfredo Golino – batteria
- Stefano Previsti – tastiera
- Max Costa – programmazione
- Claudio Pascoli – sax